# Partidul Justiției (2015)
Partidul Justiției 
Partidul Justiției din Turcia (Adalet Partisi, AP) a fost un partid politic conservator de centru-dreapta, activ între anii 1961 și 1980. A fost unul dintre principalele partide politice din Turcia în acea perioadă, succedând Partidului Democrat, care fusese dizolvat după lovitura de stat din 1960.
Poziția politică și ideologia
1. Poziția politică:
AP era situat în spectrul de centru-dreapta, cu accente conservatoare. A fost considerat promotor al valorilor tradiționale turcești și al dezvoltării economice prin politici de piață liberă.
2. Ideologia principală:
Conservatorism social: Sprijinea valorile culturale și morale tradiționale ale societății turcești.
Liberalism economic: A susținut inițiativele private și dezvoltarea unei economii de piață, încercând să reducă controlul statului asupra economiei.
Naționalism moderat: A promovat interesele naționale ale Turciei, dar fără a fi extrem în retorica naționalistă.
3. Sprijin pentru democrație:
AP a fost un susținător al democrației parlamentare și al statului de drept, încercând să restaureze încrederea populației în instituțiile statului după perioada de instabilitate cauzată de lovitura de stat din 1960.

Lideri și influență
Principalul lider al Partidului Justiției a fost Süleyman Demirel, care a devenit una dintre cele mai influente figuri politice din Turcia. Sub conducerea sa, AP a dominat scena politică turcă în anii 1960 și 1970, câștigând alegerile din 1965 și 1969 și guvernând țara în mai multe mandate.
Declinul și dizolvarea
Partidul Justiției a fost dizolvat în 1980, după o altă lovitură de stat militară. Deși nu mai există ca entitate politică, AP a influențat partidele de centru-dreapta ulterioare, cum ar fi Partidul Calea Dreaptă (Doğru Yol Partisi), condus tot de Süleyman Demirel.
Moștenirea
AP este considerat un simbol al tranziției Turciei către o economie modernă și al echilibrului dintre valorile tradiționale și modernizarea politică și economică.